# Metarranthis duaria
Metarranthis duaria är en fjärilsart som beskrevs av Achille Guenée 1857. Metarranthis duaria ingår i släktet Metarranthis och familjen mätare. Inga underarter finns listade i Catalogue of Life.